# Michael Mahonen
Michael Mahonen (nacido el 27 de abril de 1964 en Kirkland Lake, Ontario, Canadá) es un actor, guionista y director de cine canadiense.

## Biografía
Después de graduarse en el Programa de Artes del Teatro en la Universidad de George Brown en 1989, Michael Mahonen auditó para una compañía joven formada para El Teatro Ciudadela en Edmonton. Su primer trabajo como actor profesional implicó el papel de James Keller en "El Trabajador de Milagro," así como los papeles de Lucius y Popilious Lena en "Julio César."
En 1990 el fue escogido para el papel de Gus Pike para el programa televisivo de la CBC Carretera a Avonlea. Interpretando ese papel en esa serie televisiva, él consiguió tres nominciones para el Premio Gemini 1993, 1994 y 1995. En 1992, él protagonizó al jugador de trompeta de jazz con Billy Dee Williams en la película Pasos Gigantes. Él luego protagonizó a Lee Colgan en la miniserie de CBC Conspiración de silencio dirigida por Francis Mankiewicz.
En 1994 él co-protagonizó con Michael Riley el especial de televisión  "Los Hechos Detrás del Helsinki Roccamatios". Michael protagonizó el carácter de Paul, un hombre joven que muere por el sida después de recibirlo a través de una transfusión de sangre un par de años antes. En el verano de 1994 él interpretó el papel de Jacob Mercer en "Salt Water Moon". Esto era parte de la saga familiar de David French Mercer posicionada en Newfoundland.
Él también apareció en numerosos otros proyectos televisivos canadienses y americanos que incluyen un episodio de Star Trek: Voyager llamado "Nemesis", en el que protagoniza a un humanoide llamado "Brone." En 1997, Michael Mahonen participó en Sled de Judith Thompson en el Teatro Tarragón de Toronto. Luego volvió a aparecer en la película "Capturado" de 1998. Hizo más  películas como "Blindness" (2008).
En 2003, Michael empezó a trabajar en su primer largometraje "Sandstorm". La película trata de la persecución de practicantes de Falun Gong en China. Escribió, dirigió y produjo la película entera por menos de $5,000. El reparto estuvo compuesto de voluntarios. La película recibió 29 premios, que incluyen al Mejor Largometraje, Mejor Drama y Mejor Director y Mejor Guion.

## Filmografía
| Año       | Título                               | Función         | Notas                                                 |
| --------- | ------------------------------------ | --------------- | ----------------------------------------------------- |
| 1990-1996 | Carretera a Avonlea                  | Gus Pica        | 28 episodios                                          |
| 1991      | Rin Lata de lata: K-9 Cop            | Norman Panadero | Episodio: "Niño Maltratado"                           |
| 1991      | Conspiración de Silencio             | Lee Colgan      | Miniserie de televisión                               |
| 1992      | Superior Cops                        | Keith Gordon    | Episodio: "Robert Ruh"                                |
| 1992      | Efectos personales                   | Philip          | Cortometraje                                          |
| 1992      | Pasos gigantes                       | Arvo Puerro     | ———————————————————————                               |
| 1992      | Por Manera de las Estrellas          | Ben Davis       | Miniserie de televisión                               |
| 1992      | Servicio secreto                     | Chandler        | Episodio: "Trabajo de Interior/de Inseguridad Social" |
| 1993      | Daño colateral                       | Nick            | Cortometraje                                          |
| 1997      | Star Trek: Voyager                   | Brone           | Episodio: "Nemesis"                                   |
| 1997      | Viper                                | Dirk Hanley     | Episodio: "Wilderness Run"                            |
| 1998      | Capturado                            | Joey Raza       | Vídeo                                                 |
| 2000      | Canadá: la historia de unas personas | John Jewitt     | Episodio: "Cuándo el Mundo Empezó..."                 |
| 2000      | Medicina fuerte                      | Joe / anónimo   | Episodio: "Segunda Mirada"                            |
| 2001      | Una Intriga de Maneras               | Dorimant        | ———————————————————————                               |
| 2003      | Un Gusto de Shakespeare              | Malcolm         | Episodio: "Macbeth"                                   |
| 2004      | Esto Es Wonderland                   | Patrick Bellamy | Episodio: "1.5"                                       |
| 2007      | Todo Sombrero                        | Steve Allman    | ———————————————————————                               |
| 2008      | Ceguera                              | Sargento        | ———————————————————————                               |
| 2009      | Crangle Colisión                     | Sydney          | Cortometraje                                          |

| Año  | Título    | Notas |
| ---- | --------- | --- |
| 2004 | Sandstorm | 2004 - Ganado - Premio de Jurado Magnífico - Largometraje Mejor 2005 - Ganado - Premio de Película Humanitaria |